# Cieszanów
Cieszanów est une ville de Pologne, située dans le sud-est du pays, dans la voïvodie des Basses-Carpates. Elle est le chef-lieu de la gmina de Cieszanów, dans le powiat de Lubaczów.

## Histoire
La ville comptait une communauté juive importante, ses membres seront assassinés au cours de la Shoah dans des camps d'extermination et lors d'exécutions de masse.